# Christian August Bähr
Christian August Bähr (* 25. Januar 1795 in Atterwasch bei Guben, Niederlausitz; † 23. April 1846 in Weigsdorf, Oberlausitz) war ein deutscher Pfarrer und Kirchenlieddichter.
Bähr, der Sohn eines Müllers aus der Lausitz, studierte ab 1813 in Leipzig evangelische Theologie und Pädagogik, und war seit 1814 Mitglied der Lausitzer Predigergesellschaft zu Leipzig. 1816 wurde er Hilfslehrer an der Leipziger Bürgerschule. 1817 ging er als Lehrer an der Fellenbergschen Anstalt in Hofwil (bei Bern) in die Schweiz. Bereits 1819 kehrte er nach Leipzig zurück und arbeitete ein Jahr lang als Hauslehrer beim Bankier Wilhelm Gotthelf Ernst Seyfferth († 1832). 1820 ging er als Magister und Nachmittagsprediger an die Universitätskirche. 1821 wurde er Pfarrer in Oppach, 1834 in Weigsdorf (bei Zittau), wo er 1846 nach vierjährigem Leiden starb.
Bährs Kirchenlieder wurden nach seinem Tod von der Predigerkonferenz zu Hirschfelde in einem Sammelband herausgegeben. 23 dieser Lieder nahm Albert Knapp in seinen Evangelischen Liederschatz für Kirche und Haus (Stuttgart 1850) auf.
Er war mit Luise Christine Eckhardt aus Leipzig verheiratet.

## Werke (Auswahl)
- „Brecht hervor, Ihr Feuerflammen“[1]
- „Auf Gott will ich vertraun“
- „Die Berge meines Gottes stehn“
- „Verzage nicht, du kleine Schaar“[2]
- „Wir werfen uns in deine Arme“